# Belonoglanis tenuis
Belonoglanis tenuis är en fiskart som beskrevs av George Albert Boulenger 1902. Belonoglanis tenuis ingår i släktet Belonoglanis och familjen Amphiliidae. IUCN kategoriserar arten globalt som livskraftig. Inga underarter finns listade.